# Ernesto Grobet
Ernesto Grobet Palacios (29 de junho de 1909 — 29 de setembro de 1969) foi um ciclista olímpico mexicano. Representou sua nação nos Jogos Olímpicos de Verão de 1932, na prova de contrarrelógio (1000 m).